# Ougney-Douvot
Ougney-Douvot település Franciaországban, Doubs megyében. Lakosainak száma 253 fő (2022. január 1.). Ougney-Douvot Breconchaux, Bretigney-Notre-Dame, Champlive, Dammartin-les-Templiers, Esnans, Fourbanne, Laissey, Roulans és Séchin községekkel határos.

## Népesség
A település népességének változása:
| Lakosok száma | 260  | 168  | 159  | 172  | 217  | 235  | 253  | 254  | 254  | 253  |
|               | 1968 | 1982 | 1990 | 2006 | 2013 | 2015 | 2017 | 2019 | 2020 | 2022 |